# Mixu Paatelainen
Mika-Matti Petteri "Mixu" Paatelainen, född 3 februari 1967 i Helsingfors, är en finländsk fotbollstränare och före detta fotbollsspelare. Paatelainen var förbundskapten för Finlands herrlandslag i fotboll 2011-2015. Under den tiden använde han sig av spelsystemet 4-3-2-1, som han kallade julgranstaktiken. Han har även tränat Hong Kong och Lettlands landslag under korta perioder. År 2024 publicerades hans självbiografi Mixu Paatelainen: The Fighting Big Finn.
Hans far Matti Paatelainen spelade 47 A-landskamper för Finland under 1960- och 1970-talet.